# Růžena Sehnalová
Růžena Sehnalová (11. července 1875 Lázně Bělohrad – 23. června 1952 Lázně Bělohrad) byla česká a československá politička a meziválečná senátorka Národního shromáždění ČSR za Komunistickou stranu Československa.

## Biografie
V parlamentních volbách v roce 1925 získala senátorské křeslo v Národním shromáždění. V senátu setrvala do roku 1929.
Povoláním byla textilní dělnicí v Lázních Bělohradě. Od 16. března 1939 byla vězněna nacistickými úřady.